# Закон об уважении брака
Закон об уважении брака (англ. Respect for Marriage Act, сокр. RFMA) — федеральный закон США, принятый 117-м Конгрессом США и подписанный 46-м президентом США Джо Байденом 13 декабря 2022 года. Он отменяет существовавший Закон о защите брака, требует штаты и территории признавать законность однополых и межрасовых браков на территории США и защищает свободу вероисповедания. Закон об уважении брака выдвигался в 111-й, 112-й, 113-й, 114-й, 115-й, 116-й и 117-й Конгрессы.

## История
26 июня 2015 года Верховный суд постановил в решении дела Обергефелл против Ходжеса, что четырнадцатая поправка гарантирует равенство брака и все штаты обязаны выдавать брачные свидетельства всем однополым парам, а также признавать такие свидетельства, выданные законным путём в прочих юрисдикциях. Это решение сделало последнее положение Закона о защите брака неисполнимым.

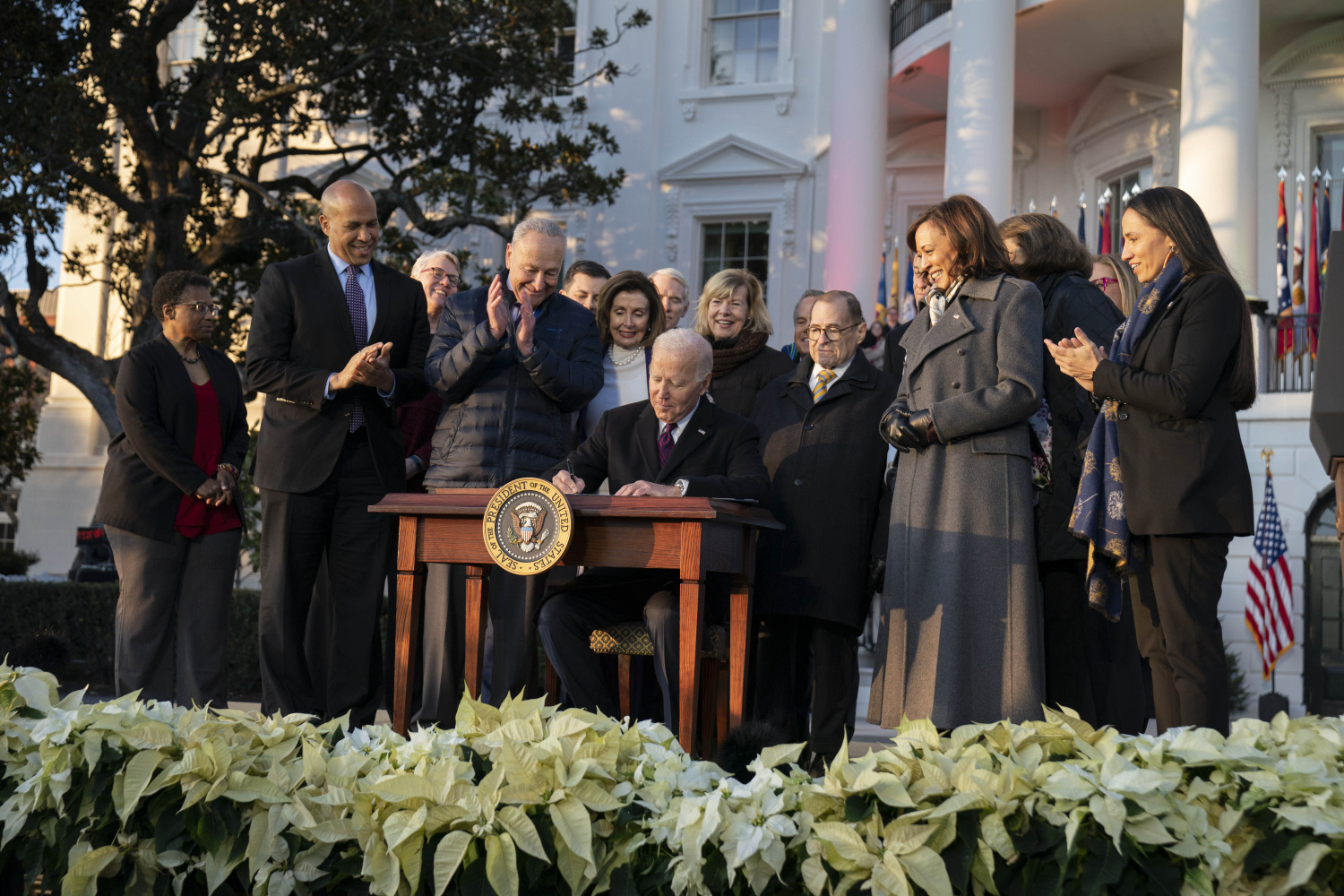
Президент Байден подписывает Закон об уважении брака, 13 декабря 2022

Будущее однополых браков в США было подставлено под вопрос в 2022 году, когда совпадающее мнение судьи Кларенса Томаса в деле Доббс против Организации женского здоровья Джексона утверждало, что Верховный суд должен пересмотреть решение по делу Обергефелл против Ходжеса. В июле 2022 года Законопроект об уважении брака с изменениями был повторно представлен Конгрессу, включая защиту межрасовых браков. 13 декабря 2022 года президент Джо Байден подписал данный закон.
Окончательная версия законопроекта разделила американские религиозные организации, выступающие против однополых браков. Мормонская Церковь Иисуса Христа Святых последних дней неожиданно поддержала закон, посчитав его подходящим компромиссом между ЛГБТ-парами и религиозной свободой. Также, закон поддержали более прогрессивные церкви как Епископальная церковь, Евангелическая Лютеранская церковь Америки, Пресвитерианская церковь США, а также, Союз Реформистского иудаизма. Против законопроекта выступили христианские церкви с более традиционными подходами как Католическая церковь в США и Южная Баптистская конвенция из-за консервативных взглядов на сексуальную этику

## Общественное мнение

Общественное мнение об однополых браках в 2022 году
Большинство поддерживает однополые браки – 80–85%
Большинство поддерживает однополые браки – 70–79%
Большинство поддерживает однополые браки – 60–69%
Большинство поддерживает однополые браки – 50–59%
Большинство не поддерживает однополые браки < 50%

Опросы общественного мнения показывают, что подавляющее большинство американцев поддерживают однополые браки, межрасовые браки поддерживаются почти повсеместно.
Национальный опрос Гриннеллского колледжа в сентябре 2022 года показал, что 74 % американцев считают, что однополые браки должны быть гарантированным правом, в то время как 13 % не согласны и 13 % не уверены. Институт Гэллапа выяснил, что общенациональная общественная поддержка равенства браков выросла с 50 % в 2011 году до 70 % в 2021 году.
По состоянию на 2021 год однополые браки поддерживают большинство в 47 штатах: от 50+ % в Южной Каролине до 85 % в Массачусетсе. В Алабаме есть множество сторонников однополых браков: 49 % поддерживают и 47 % против. Только в Миссисипи и Арканзасе большинство против однополых браков; в Миссисипи 55 % выступают против и 44 % поддерживают, а в Арканзасе 52 % выступают против и 47 % поддерживают однополые браки.

## Законодательная история
| Конгресс | Краткое название законопроекта    | Номер(а) законопроекта | Дата введения    | Автор(ы)         | Соавторы | Текущий статус |
| -------- | --------------------------------- | ---------------------- | ---------------- | ---------------- | -------- | --- |
| 111-й    | Закон об уважении брака 2009 года | H.R. 3567              | 15 сентября 2009 | Джеррольд Надлер | 120      | Передан в Судебный комитет Конгресса и Судебный подкомитет Палаты представителей по Конституции, гражданским правам и свободам  |
| 112-й    | Закон об уважении брака 2011 года | S. 598                 | 16 марта 2011    | Дайэнн Файнстайн | 32       | Утверждён Судебным комитетом Сената                                                                                             |
| 112-й    | Закон об уважении брака 2011 года | H.R. 1116              | 16 марта 2011    | Джеррольд Надлер | 160      | Передан в Судебный комитет Палаты представителей                                                                                |
| 113-й    | Закон об уважении брака           | S. 1236                | 26 июня 2013     | Дайэнн Файнстайн | 45       | Передан в Судебный комитет Сената                                                                                               |
| 113-й    | Закон об уважении брака           | H.R. 2523              | 26 июня 2013     | Джеррольд Надлер | 183      | Передан в Судебный комитет Палаты представителей                                                                                |
| 114-й    | Закон об уважении брака           | S. 29                  | 6 января 2015    | Дайэнн Файнстайн | 44       | Передан в Судебный комитет Сената                                                                                               |
| 114-й    | Закон об уважении брака           | H.R. 197               | 6 января 2015    | Джеррольд Надлер | 152      | Передан в Судебный комитет Палаты представителей                                                                                |
| 117-й    | Закон об уважении брака           | H.R. 8404              | 18 июля 2022     | Дайэнн Файнстайн | 189      | Принят Палатой представителей (267–157) Принят Палатой представителей с поправкой (258–169–1) Подписан президентом Джо Байденом |
| 117-й    | Закон об уважении брака           | S. 4556                | 19 июля 2022     | Джеррольд Надлер | 43       | Принят Сенатом с поправкой (61–36)                                                                                              |